# Tappancsok
A Tappancsok (eredeti cím: Paws) egész estés ausztrál–brit film, amelyet Karl Zwicky rendezett. A forgatókönyvet Harry Cripps írta, a zenéjét Mario Millo szerezte, a producer Rebel Penfold-Russell, Andrena Finlay és Vicki Watson, a főszerepekben Nathan Cavaleri, Emilie Francois, Sandy Gore és Heath Ledger látható. A PolyGram Filmed Entertainment forgalmazta. Ausztráliában 1997. szeptember 25-én, Nagy-Britanniában 1998. február 15-én mutatták be a mozikban.

## Szereplők
| Szereplő | Színész(nő) / Eredeti hang | Magyar hang | Leírás |
| -------- | -------------------------- | ----------- | ------ |
| Zac      | Nathan Cavaleri            |             |        |
| Samantha | Emilie Francois            |             |        |
| PC       | Billy Connolly (hang)      |             |        |
| Alex     | Norman Kaye                |             |        |
| Anja     | Sandy Gore                 |             |        |
| Stephen  | Joe Petruzzi               |             |        |
| Susie    | Caroline Gillmer           |             |        |
| Amy      | Rachael Blake              |             |        |